# Ochimus (mythologie)
Ochimus was in de Griekse mythologie koning van Rhodos en de zoon van Helios en Rhode. Hij was getrouwd met de nimf Hegetoria. Samen hadden zij een dochter, Cydippe, die trouwde met Ochimus' broer, Cercaphus.